# Albert Betts
Albert Edward Betts (Birmingham, 8 febbraio 1888 – Birmingham, 13 febbraio 1924) è stato un ginnasta britannico.

## Palmarès
- Giochi olimpici

Stoccolma 1912: bronzo nel concorso a squadre.